# عروس بی‌نوا
عروس بی‌نوا (به روسی: Бедная невеста)، نمایشنامه‌ای کمدی در پنج پرده، نوشته‌ی الکساندر استروفسکی نمایشنامه‌نویس اهلِ روسیه است. این دومین نمایشنامۀ او بود که در تئاتر مالی روی صحنه رفت؛ جایی که در 20 اوت 1853 به نمایش درآمد.

## خلاصهٔ نمایشنامه
عروس بی‌نوا، سرگذشت رقّت‌بار دختر کارمندی تهی‌دست را روایت می‌کند که پس از مرگ پدرش، نان‌آور خانه شده و برای گذران زندگی چاره‌ای به‌جز ازدواج ندارد. مادر دلسوز او واسطه‌ها را مأمور می‌کند تا شوهر مناسبی را برای دخترش پیدا کنند. او اگرچه به جوانی هم‌سن و سال خود دل می‌بازد، اما در نهایت از سرِ اجبار با مردی میانسال ازدواج می‌کند و مانند او خسیس می‌شود که کاریکاتور طبقەی نوکیسەی روسیه در قرن نوزدهم است.

## بازیگر ها و نقش های آنها
- آنا پترونا نیزابودکینا؛ بیوه‌ی کارمندیی فقیر
- ماریا آندریونا؛ دختر آنا پترونا
- ولادیمیر واسیلیویچ مریچ؛ دوست خانوادگی نیزابودکینا
- ایوان ایوانویچ میلاشین؛ دوست خانوادگی نیزابودکینا
- پلاتون مارکویچ دوبراتورسکی؛ مباشر پیر
- ماکسیم دارافیویچ بِنِوُلِنسکی؛ کارمند دولت
- آرینا ایگورونا خارکوا؛ بیوه، خرده‌بورژوا
- میخاییل ایوانویچ خارکف؛ دانشجوی سابق، پسر آرینا ایگورونا
- کارپونا؛ واسطه ازدواج (برای یک تاجر)
- پانکراتیِونا؛ واسطه ازدواج (برای یک اشراف‌زاده)
- داریا، خدمتکار نیزابودکینا
- پسر نوجوان دوبراتورسکی
- دونیا؛ زن جوان
- پاشا؛ زن جوان

## نقد و تحلیل
این نمایشنامه جنبه‌ای از زندگی روسی را برای مشتاقان تاریخ و ادبیات این کشور روشن می‌سازد که نویسنده‌های بزرگ دیگر مثل لف تالستوی، فیودور داستایفسکی، ایوان تورگنیف و دیگران عملاً به آن دسترسی نداشتند. هیچ‌ یک از این استادان ادبیات روسی، به طبقهٔ بازرگان روسیه دسترسی نداشتند؛ که پول‌‌دارانی زمخت، خشن، حریص و هدفمند بودند. بدون آن‌که آرمان‌گرایی همسایگان تحصیل‌کرده‌شان در شهرها را داشته باشند یا از مهربانی و صمیمیت روستایی‌ها و دهقانان بهره‌ای برده باشند. این طبقهٔ اجتماعی تا آن زمان مقاصد خود را با نیرویی خشن و عزمی راسخ که به‌ ندرت در مروجان آریستوکراسی یافت می‌شد، دنبال می‌کردند. نمایشنامه عروس بی‌نوا با ریزبینی خلق و خوی این طبقه را روی دایره می‌ریزد و به نقد و تمسخر آن می‌پردازد.